# Université de Kindia
L'université de kindia est une université publique d'Afrique de l'ouest avec étudiants située dans la sous-préfecture de Damakania (Kindia), capitale régionale de la Basse Guinée.

## Historique
En 1929, un planteur français Général Daloze s’installa à Foulayah pour la production fruitière qui fut érigée en 1946 en station de recherche fruitière dépendant de l’Institut Français des Fruits et Agrumes Coloniaux (IFAC)
Après l'indépendance en 1961, L’IFAC est remplacé par l’Institut de Recherche Fruitière (I.R.F) et placé sous la tutelle du Ministère de l’Économie Rurale et de l’Artisanat.
Après le transfert de l’École Nationale d’Agriculture (ENA) à Faranah, il devient la Faculté d’Agronomie.
Il change de dénomination en 1983 devenant le Centre de Recherche Agronomique de Foulayah. Placé sous la tutelle du Ministère de l’Agriculture et celui de l’Éducation Nationale; connaîtra plusieurs dénominations.
Entre 1993 et 1995, le centre sera érigé en département de biologie et de chimie puis par la faculté de droit et sciences économiques.
En 2004, il est créé à Foulayah, l’École Préparatoire des Ingénieurs (EPI).
En 2006, il devient Centre Universitaire de Kindia (CUK) pour être depuis 2016 Université de Kindia (UK).

## Organisation

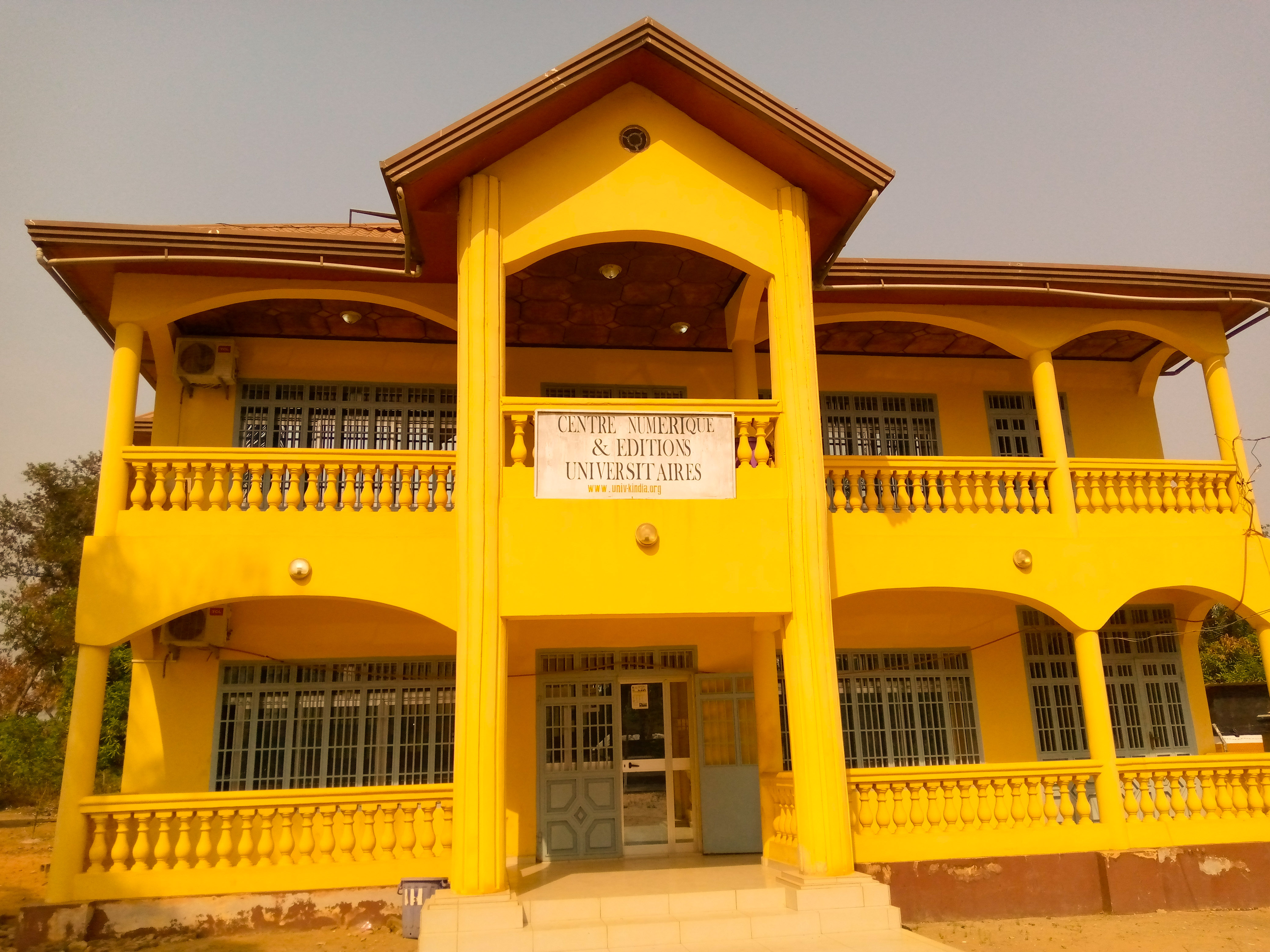
Centre Numérique et d'Edition de L'Université de Kindia.

L’Université de Kindia (UK) est un établissement d’enseignement public à caractère scientifique, pédagogique, technique et professionnel, placé sous la tutelle du Ministère de l’Enseignement Supérieur et de la Recherche Scientifique. Elle est créée par arrêté ministériel no 6303/MESRS/CAB/ du 21/10/2016 en application du décret N°0888/PRG/SGG/90 du 14 avril 1990.

### liste des recteurs

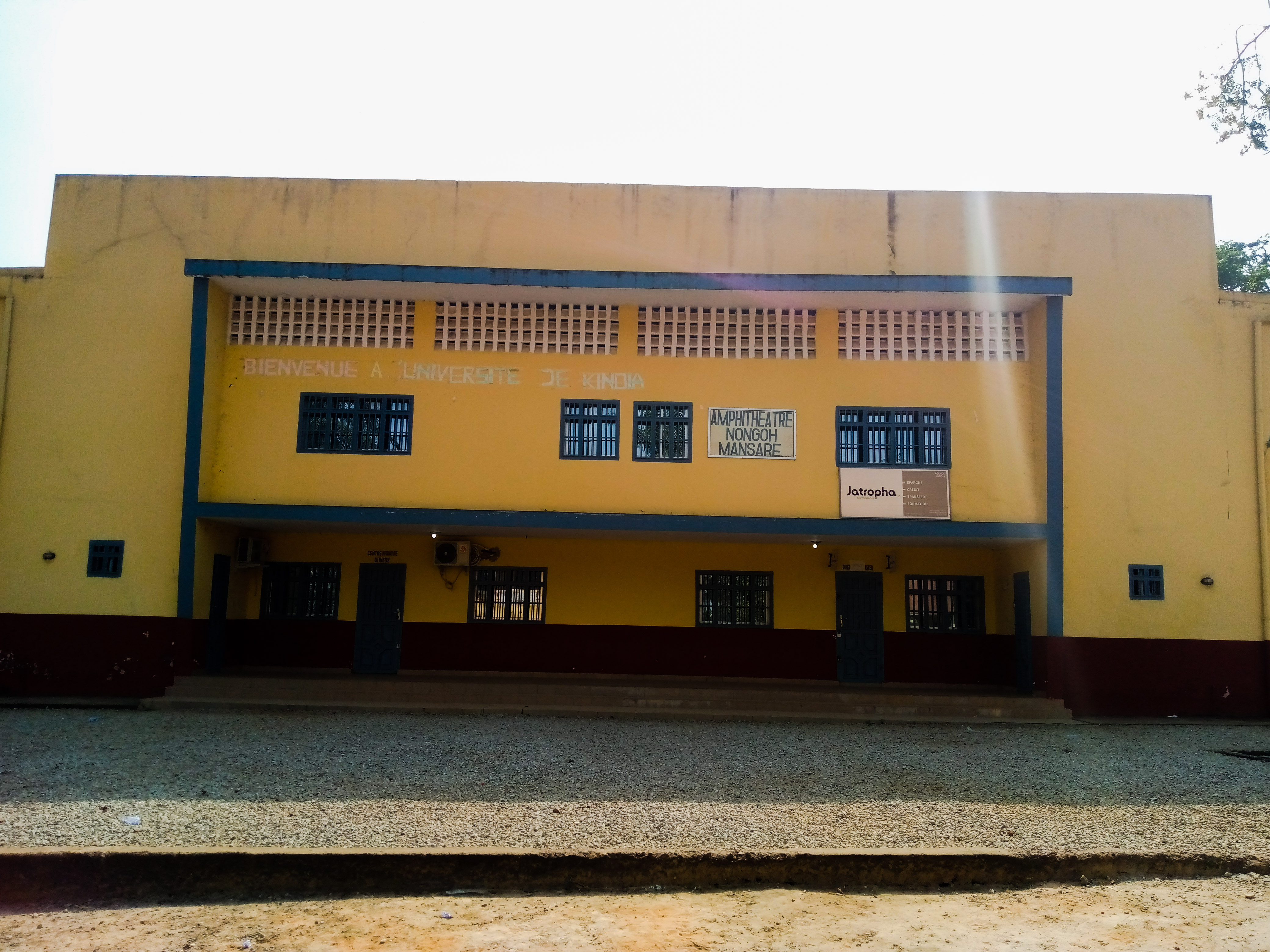
L'amphithéâtre Nongo Mansaré de l'université de Kindia.

| N° | Prénom et Nom            | Date de début | Date de fin |
| -- | ------------------------ | ------------- | ----------- |
| 1  | Jacques Kourouma         |               | 11-09-2019  |
| 2  | Pr Daniel Lamah          | 11-09-2019    | 18-10-2023  |
| 3  | Pr Akoi Massa Zoumanigui | 18-10-2023    | En cours    |

## Galerie

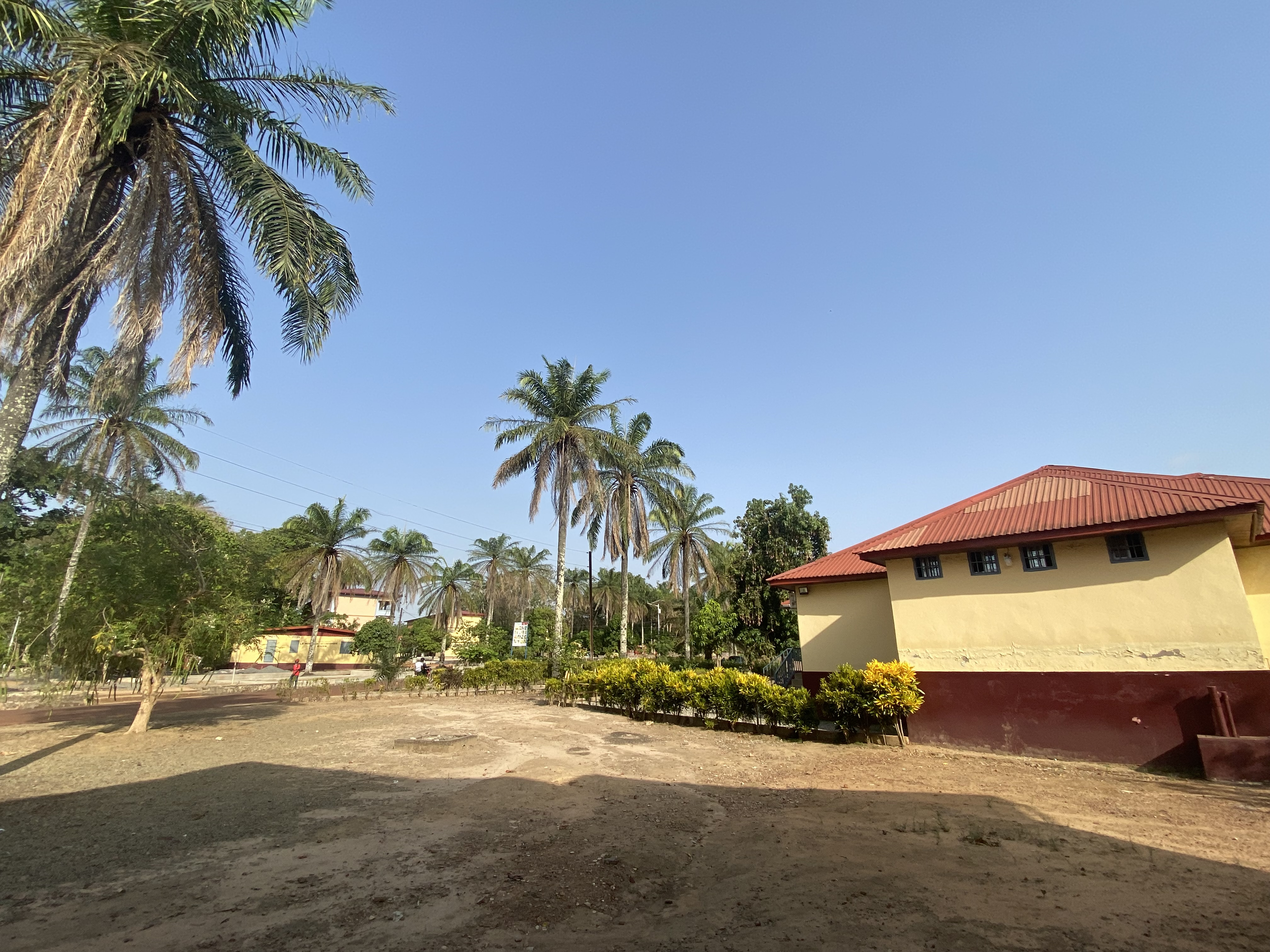
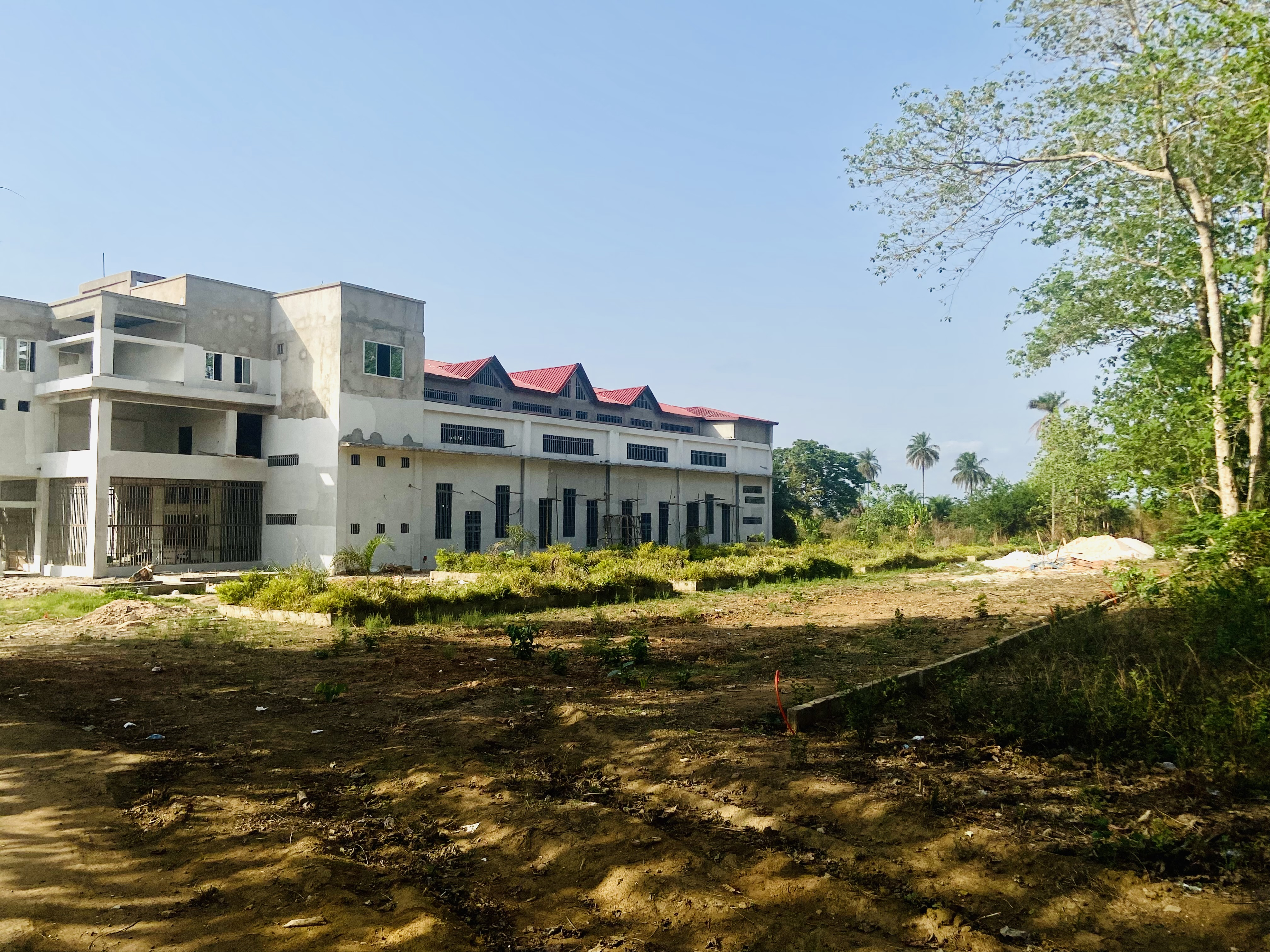
Le nouvel amphithéâtre.
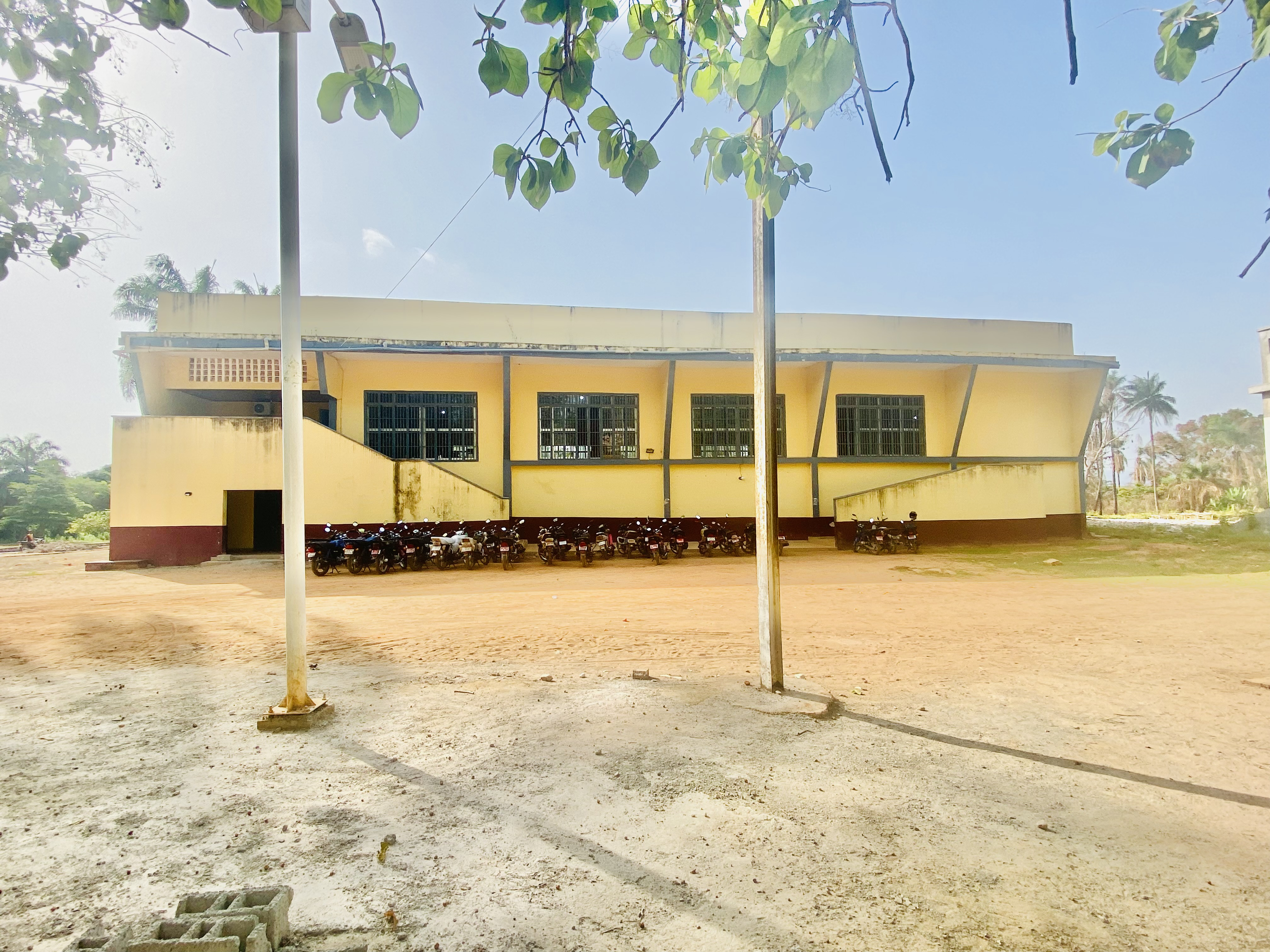
L'amphithéâtre Nongho Mansaré.

## Facultés
L'Université de Kindia compte quatre facultés, à savoir :
1. Faculté des langues et lettres,
2. Faculté des sciences sociales,
3. Faculté des sciences économiques et de gestion,
4. Faculté des sciences[2].